# Life on Top
Life on Top est une série télévisée érotique américaine en 26 épisodes de 23 minutes diffusée entre le 3 octobre 2009 et le 1er avril 2011 sur Cinemax. La série raconte la vie de quatre jeunes femmes vivant à Manhattan. Au Canada, elle a été diffusée sur The Movie Network.
La série est inédite dans les pays francophones.

## Distribution
- Heather Vandeven : Bella Marie, une mannequin à succès. Elle est la sœur de Sophie.
- Mary LeGault : Sophie, une graduée qui a déménagé à New York et qui vit avec sa sœur ainée Bella. Sophie est analyste financière pour une société de poker en ligne.
- Krista Ayne : Maya, elle a suivi à New York sa meilleure amie et collègue Sophie. Maya s'intéresse au kick boxing et commence à s'entraîner pour les combats.
- Mia Presley : Cassia, le sous-chef du restaurant "Les Délices". Elle espère un jour démarrer son propre restaurant. Elle et Bella sont amies.
- Jayden Cole : Melissa, amie de Bella.
- Brandin Rackley : Regina
- Daniel Messier : Avi
- Riley Steele : Tippi
- James O'Shea : Doug
- Kavan Reece : Edward
- Justine Joli : Elizabeth
- Danny Crawford : Vincent
- Ryan Keely : Berlin
- Christine Nguyen : Lena
- Erika Jordan : DJ Siren
- Melissa Jacobs : Amber

### Distribution par épisode
|                   | Saison 1 | Saison 1 | Saison 1 | Saison 1 | Saison 1 | Saison 1 | Saison 1 | Saison 1 | Saison 1 | Saison 1 | Saison 1 | Saison 1 | Saison 1 | Saison 2 | Saison 2 | Saison 2 | Saison 2 | Saison 2 | Saison 2 | Saison 2 | Saison 2 | Saison 2 | Saison 2 | Saison 2 | Saison 2 | Saison 2 |
| Acteur/Actrice    | ep.1     | ep.2     | ep.3     | ep.4     | ep.5     | ep.6     | ep.7     | ep.8     | ep.9     | ep.10    | ep.11    | ep.12    | ep.13    | ep.1     | ep.2     | ep.3     | ep.4     | ep.5     | ep.6     | ep.7     | ep.8     | ep.9     | ep.10    | ep.11    | ep.12    | ep.13    |
| ----------------- | -------- | -------- | -------- | -------- | -------- | -------- | -------- | -------- | -------- | -------- | -------- | -------- | -------- | -------- | -------- | -------- | -------- | -------- | -------- | -------- | -------- | -------- | -------- | -------- | -------- | -------- |
| Heather Vandeven  | Oui      | Oui      | Oui      | Oui      | Oui      | Oui      | Oui      | Oui      | Oui      | Oui      | Oui      | Oui      | Oui      | Oui      | Oui      | Oui      | Oui      | Oui      | Oui      | Oui      | Oui      | Oui      | Oui      | Oui      |          | Oui      |
| Mary LeGault      | Oui      | Oui      | Oui      | Oui      | Oui      | Oui      | Oui      | Oui      | Oui      | Oui      | Oui      | Oui      | Oui      |          |          |          |          |          |          |          |          |          |          |          |          |          |
| Krista Ayne       | Oui      | Oui      | Oui      | Oui      | Oui      | Oui      | Oui      | Oui      | Oui      | Oui      | Oui      | Oui      | Oui      |          |          |          |          |          |          |          |          |          |          |          |          |          |
| Mia Presley       | Oui      | Oui      | Oui      | Oui      | Oui      | Oui      | Oui      | Oui      | Oui      | Oui      | Oui      | Oui      | Oui      |          |          |          |          |          |          |          |          |          |          |          |          |          |
| Jayden Cole       |          |          |          |          |          |          |          |          |          |          |          |          |          | Oui      | Oui      | Oui      | Oui      | Oui      | Oui      | Oui      | Oui      | Oui      | Oui      | Oui      | Oui      | Oui      |
| Brandin Rackley   |          | Oui      |          | Oui      |          | Oui      | Oui      | Oui      |          | Oui      | Oui      | Oui      | Oui      | Oui      | Oui      | Oui      | Oui      | Oui      | Oui      |          | Oui      | Oui      | Oui      | Oui      | Oui      | Oui      |
| Daniel Messier    |          | Oui      | Oui      | Oui      | Oui      | Oui      | Oui      |          |          | Oui      | Oui      |          |          | Oui      | Oui      | Oui      | Oui      | Oui      | Oui      |          | Oui      | Oui      | Oui      | Oui      | Oui      | Oui      |
| Riley Steele      |          |          |          |          |          |          |          |          |          |          |          |          |          | Oui      | Oui      | Oui      | Oui      | Oui      |          | Oui      | Oui      | Oui      | Oui      |          |          | Oui      |
| James O'Shea (en) |          |          |          |          |          |          |          |          |          |          |          |          |          | Oui      |          |          |          | Oui      |          | Oui      |          |          | Oui      | Oui      | Oui      | Oui      |
| Kavan Reece       |          |          |          |          |          |          |          |          |          |          |          |          |          | Oui      |          |          |          | Oui      |          |          | Oui      |          | Oui      |          | Oui      | Oui      |
| Justine Joli      | Oui      |          |          |          |          | Oui      | Oui      |          |          |          |          |          |          | Oui      |          |          |          | Oui      |          | Oui      | Oui      |          | Oui      | Oui      | Oui      | Oui      |
| Danny Crawford    | Oui      |          |          |          |          | Oui      | Oui      | Oui      | Oui      | Oui      | Oui      |          |          | Oui      |          |          |          |          | Oui      | Oui      | Oui      |          |          | Oui      |          | Oui      |
| Ryan Keely        |          |          |          |          |          |          |          |          |          |          |          |          |          |          | Oui      |          |          |          |          |          |          |          |          | Oui      |          |          |
| Christine Nguyen  |          |          |          |          |          |          |          |          |          |          |          |          |          |          |          | Oui      | Oui      |          | Oui      |          |          |          |          |          |          | Oui      |

## Épisodes

### Première saison (2009)
1. Sister Act
2. Working Girls
3. Shoegasm
4. Ménage a Top
5. Tied, But Not Tied Down
6. Girls Night Out
7. Down for the Count
8. First Date
9. Blame It on Brazil
10. Birthday Suit
11. Growing Pains
12. All In
13. Happy Endings

### Deuxième saison (2011)
1. Ready to Rock
2. Inner Animal
3. Vajazzled
4. Sextacular
5. Ladies Night
6. Wedding Sex
7. Farmer and the Bella
8. The Phucket List
9. The Ex-Files
10. Blackout
11. Bad Luck Chuck
12. The Angelina Effect
13. Exhibitionist